# X-49 ナイトレーベン
X-49 ナイトレーベン（英: X-49 Night Raven）は、ナムコ（後のバンダイナムコゲームス→バンダイナムコエンターテインメント）のPlayStation用フライトシューティングゲーム『エースコンバット3 エレクトロスフィア』、同PlayStation 3用『エースコンバット インフィニティ』に登場する架空の軍用機。本項では、派生機であるXR-900 ジオペリア（英: XR-900 Geopelia）についても記述する。

## 概要
「X-49 ナイトレーベン」は、作中世界最大の多国籍企業体であるゼネラルリソース社が2028年頃から2033年にかけて進めていた極秘軍事研究プロジェクトである「DOE計画（Darkness of Enigma）」に基づき開発されていた次世代軍用機の研究機である。この研究機には、パイロットと機体の人工神経接続による思考機体制御、特異な機体形状とイーオン粒子を応用した新型推進システムによって得られる高機動性、大出力レーザー兵器の搭載といった新機軸が盛り込まれていた。
同機の操縦にはパイロットに対する人工光速神経網（オプトニューロン）の埋め込み手術が必要であり、2030年に当時9歳という若さでゼネラルリソース社に入社していた少女「紘瀬玲名」が被験者兼テストパイロットとして選び出され、2031年に移植手術を受けている。しかし、ゼネラルグループ上層部の経営理念にそぐわないと判断されたことから、2033年にナイトレーベンの開発を含むDOE計画全体が凍結。研究機は名目上は破棄扱いとされ、極秘裏にUPEOへ譲渡・保管される事となった。
この機体の研究の過程で、神経接続操縦システムである「コフィンシステム」等の新技術が生まれ、これらの技術は一般にも広まった。また、計画の中止を受けて解散させられたナイトレーベンの開発チームが新興企業のニューコム社に丸ごと吸収されたことから、ニューコム社でもナイトレーベンをベースとした次世代機の研究が進められた。そちらでの研究は、後に「XR-900 ジオペリア」を試作している。
本機の飛行映像が流出しニュースとして報道された際には（サウンドトラックCD付属のAppendisc収録ムービー。ニュース映像という設定である）、アナウンサーは戦闘機とも爆撃機とも発言している。誰が何の目的で映像を送ってきたかについては不明という設定である。

## 特徴
- 全長：17.2m、全幅：30.11m、全高：3.82m、総重量：39,940kg、最高速度：5,068km/h
- 「ナイトレーベン」とは「夜のワタリガラス」の意。「不吉の兆し」といった意味もある。

先進性が追求される試作機とはいえ、その設計は極端なまでにユニークである。機体形状はボックスウイング（箱型変型結合翼）による複葉全翼機型であり、これは超音速飛行した際に発生する衝撃波を複葉構造によって相殺する効果を狙ったものである。動力には機体上部に位置するの双発のジェットエンジンの他、大気中に散布されたイーオン粒子を利用する事で驚異的な機動性を得る新型推進システムを搭載している。この推進システムによって、イーオン粒子の存在する空域では4倍の推力を得られ、最高速度はマッハ4.1+に達するほか、機動性も大きく向上し瞬時に180°の旋回を行うことも可能になっている。この驚異的な高機動性により、自機に飛来するミサイルを容易に回避する事が出来る。更に、大出力のレーザーキャノンを胴体部に内蔵しており、各種ミサイルの搭載も可能と、攻撃能力の面でも隙はない。
研究初期段階ではグラスキャノピーと操縦席が備わった従来式のコックピットシステムだったが、最終的な操縦システムにはパイロットと機体を人工光速神経網（オプトニューロン/Opto-neuron）で直接繋ぐことによる思考操縦式が採用された。これはパイロットに人工光速神経網の埋め込み手術が必要となるデメリットがあるものの、映像による360°視界の実現と、思考操縦による文字通り思うがままの機体制御といった高度な操縦性を誇る。コックピットは、パイロットが後方を向く形で機体上部のやや後方に設置されている。一般的なエアロコフィンで採用されている「ENSI規格」の上位規格であり、機体とパイロットを人工光速神経網で直結している為、より高度な機体制御が可能となる。
※ 超音速複葉機は、超音速飛行時に発生するソニックブームを、複葉翼構造によって相殺できることがシミュレーションでは確認されるなど（「#参考資料」）、実際に研究されているが、ゲーム開発時に参考としたかは不明である。

## XR-900 ジオペリア
- 全長：17.18m、全幅：29.95m、全高：3.72m、総重量：30,218kg、最高速度：5,068km/h
- 「ジオペリア」とはハト科チョウショウバト属の学名。ニューコム社のRナンバーでは海洋生物の名称を用いるのが通例だが、鳥の名前を用いるゼネラルリソースのナイトレーベンを基にしているためかその通例から外れている。

「XR-900 ジオペリア」は、ナイトレーベンの設計を基に、ニューコム社に移籍した元ゼネラル技術陣によって開発された次世代戦闘機の試作機である。基本的な機体構成はナイトレーベンとほぼ同じで、開発メーカーこそ違うが事実上の派生機である。ニューコム社が誇る最新の航空工学が取り入れられており、新素材の採用による機体の大幅な軽量化をはじめとした数々の改良がなされている。機体形状もニューコム社製航空機の特徴といえる流線形を多用した形状に改められており、翼形状もブーメラン型の翼を2枚重ねた箱型翼から、三日月型の2枚の翼を翼端で結合した変型結合翼に変更されている。
原型機であるナイトレーベンでは、オプトニューロンを用いた特殊な神経接続システムを採用していたために、パイロットに人工光速神経網の移植手術が必要という問題があった。人道上の問題や、機体の量産化を考えれば、これは非常に大きな問題といえる。これに対して、ジオペリアでは機体制御を同社の無人兵器用AI開発計画である「ゼペット計画」によって開発されたAIで行う無人航空機とする事で、この問題の解決を図っている。試験飛行用にコックピットも搭載されてはいるが、より一層の軽量化と高機動化を図る為、将来的には撤去される予定である。

## 問題点
これら次世代戦闘機は、従来の戦闘機を圧倒する高い性能を有してはいるが、その能力にはいくつかの問題点が存在する。
まず、驚異的な機動性の元となる新型推進システムの使用には、活動空域に一定濃度以上のイーオン粒子が存在する事が必要である。イーオン粒子は空気清浄作用を持つ粒子であり、その特性から大都市圏ではイーオン・ジェネレーター（イーオン粒子発生装置）が設置され広く散布されてはいるが、散布濃度の低い空域での活動には、イーオン・ジェネレーターを搭載した母艦などによる支援が必要となる。これらの破壊等によって散布が停止された場合、本来の高機動性が大幅に失われる為、これは運用上の制約となる。
また、ナイトレーベンの操縦には人工光速神経網の接続手術が必要で、この手術自体にリスクがある上、パイロットの首筋から機体との接続ケーブルが露出しており、万一接続部に強い衝撃が加わった場合、精神障害や脳死状態に陥ってしまう危険性を抱えている。ジオペリアはAI制御による無人航空機であるためこの様な問題はないが、無人航空機の開発は未だ発展途上である上、情報ネットワークが非常に発達した2040年代では、両機ともハッキングの危険性が常に存在する。エアロコフィンに搭載されているデータースワローが、エレクトロスフィアとリンクしているのもそれらに拍車をかけている。ゲーム中でもナイトレーベンに対してハッキングを行い、パイロットの記憶の消去を行って操縦不能にする場面が有るほか、ジオペリアもハッキングされる場面がある。
このようにハッキングは、ナイトレーベン・ジオペリア双方にとって深刻な問題である。加えて、ナイトレーベンではパイロットの中枢神経と機体が人工神経網で深く結合しており、ハッキング等による機体への侵食がパイロットの精神に悪影響を与える可能性がある。重度の侵食の場合、記憶障害や精神崩壊を引き起こしかねない問題である。ナイトレーベン、ジオペリア共にハッキングに対する抵抗性を有してはいるが、損傷によって機能不全に陥った場合はこの限りではない。

## エースコンバット3本編中の動き
エースコンバット3では大筋で5つのシナリオに分岐する。そのいずれも、クーデター集団「ウロボロス」によって接収後、元のパイロットであった紘瀬玲名が搭乗。それぞれ異なった要因で撃墜されているが、一部で機体の全損を免れている。具体的には、
- UPEOルート

クーデターを仕掛けるウロボロスの根城である空中空母スフィルナに紘瀬玲名が侵入。疑念が渦巻くディジョンと対面する中、憧れであったナイトレーベンを見せられ搭乗、主人公たちの前に現れる。しかしすでにディジョンに心許さなかった玲名が逆に反抗。スフィルナへレーザーキャノンを短時間照射したがその結果、突然ナイトレーベンが謎の爆発を起こし墜落し最終的に不時着する。これはナイトレーベン本体への何らかの仕掛けへの起爆と思われる台詞が、ディジョンによる独白として吐きだされている。
- ゼネラルリソースルート

同僚であるキース・ブライアンとともにナイトレーベンに徹底抗戦。ゼネラルリソースが管理する巨大地下都市ジオフロントの自壊による殲滅を目論むも巻き添えに失敗するが、大きな損害を与える。追跡の最中、主人公は紘瀬玲名に精神干渉を仕掛けるがこれも失敗。最終的に満身創痍となったナイトレーベンに対し直接戦闘で撃墜する。
- ゼネラルリソース→ウロボロスルート

パイロットが脳神経を接続して操縦するという、特殊な操縦形態の機体に生じるセキュリティホールを突き、AIでもある主人公が紘瀬玲名の脳に侵入し、過去の記憶を抹消することで、思考出来ない状態に陥れる。その後の戦闘で介入してきたゼネラルリソース所属の元同僚であるキースの機体がナイトレーベンとの戦闘で被弾するも反撃。ナイトレーベンがキースのミサイルを回避した際に、偶然にも回避軌道に重なっていたキースの機体がナイトレーベンの翼の間に挟まってしまう。キースの機体分の重量によって機動力が低下したナイトレーベンに対し、主人公にディジョンの始末を託すため自身ごと撃墜しろと促すキースの進言により両機ともに撃墜する。
- ニューコム→ウロボロスルート

ウロボロスからの逃避行と反抗をしかける元ニューコム所属のシンシア・ブリジット・フィッツジェラルドとともに、最後の目標であるナイトレーベンに攻撃を仕掛ける。ナイトレーベンの出力の元であるイーオン・ジェネレーターが数基設置されていた都市で戦闘していたため苦戦を強いられるところに、ニューコムの科学者であるサイモン・オレステス・コーエンが、主人公およびシンシアのニューコムへの帰還を条件にイーオン・ジェネレーターの破壊を提案。その結果、イーオン粒子を得られなくなったナイトレーベンは一気に鈍足になり、容易に撃墜される。
- ニューコムルート

ニューコム所属のフィオナ・クリス・フィッツジェラルドとともに、ジオフロントでディジョンとナイトレーベンへの最後の攻撃を仕掛ける。イーオン粒子が充満する空間で圧倒的な機動力を見せるナイトレーベンに対し、サイモンが先に提案したジオフロント内のイーオン・ジェネレーターへのハッキングを仕掛けることで粒子を抑え、一定時間機動力を鈍化させる作戦で攻めることになり、最終的に撃墜され不時着する。
当機のプロジェクトに関係していたゼネラルリソース所属、後にウロボロス首謀者となるアビサル・ディジョンが、隠匿されたナイトレーベンの情報を得ようと独断で偵察飛行を行い、UPEO所属のギルバート・パークと接触。権威欲を交渉材料にナイトレーベン接収とクーデターを画策していった。
クーデター勃発後、前述の偵察飛行の際、偶然鉢合わせる形で再会した紘瀬玲名をウロボロスに引き込み、ナイトレーベンに搭乗させた。その後の戦闘で、一部のシナリオを除きニューコム所有のメガフロートをレーザーキャノンの一閃で壊滅に追い込んだ。
ジオペリアについては1シナリオ中1ミッションのみで登場。ウロボロスをほぼ壊滅させた後、海の藻屑と化したメガフロートを取材ヘリが撮影中に、偶然8機のジオペリアが編隊飛行をしているところを目撃される。そのまま都市部に進行していることを察知し、主人公が迎撃に向かう。物量的にも性能的にも敵側が優勢であるのは明らかだったが、AIである主人公が戦闘中、主人公の攻撃によって損傷を受けたジオペリアの一機にハッキングを仕掛け、無人操作されていたジオペリアの操作を乗っ取ることに成功(前述の通り、元々AIでの飛行を前提としている)。そのまま残りのジオペリアを全機撃墜する。その際、元々主人公が乗っていた機体であるXFA-36Aは、主人公の操るジオペリアに追従してくる。任務終了後はそのままジオペリアとともに基地に帰還するのだが、AIによる完全自動操縦であるためパイロットが搭乗しておらず、マスメディアでは搭乗していたパイロットを捜索中と報じられた。その後の顛末は作中では一切語られていない。

## エースコンバット3以外で登場した作品
リッジレーサーシリーズ/ドリフトスピリッツ
本編の設定とは全く無関係だが、6から当機体のシルエットをしたロゴが登場。一部のマシンにそれをメインとしたステッカーデザインが存在する。ドリフトスピリッツでも、一部の車に同デザインのロゴが貼られているステッカー車が存在する。
『ACE COMBAT INFINITY』
- 2015年5月14日付のアップデートにて開発可能なプレイヤー機として実装・登場。
- 本作での解説では、「ゼネラルリソース社による軍事的開発計画「DOE（Darkness of Enigma）」において、研究開発の進む次世代戦闘機。ボックスウィング（箱型変型結合翼）と呼ばれる複葉全翼機型の特異な機体形状を持ち、新型エンジンや大出力レーザー兵器の搭載といった、野心的な設計がなされている。「ナイトレーベン（ワタリガラス）」の名が示す通り、その姿は戦場に不吉な兆しをもたらす。」となっている。
- 特殊兵装は戦術レーザーシステム(TLS)、長距離空対空ミサイル(LAAM)、自己鍛造小弾頭爆弾(SFFS)の中から1つを装備可能。『3』で機銃系として選択できたレーザーキャノンは、特殊兵装のTLSで再現されており、レーザーの色も原作同様緑色となっている。
- 本機を選択した場合、 HUD表示が『3』をモチーフにしたデザインとなり、画面上の情報・ロックオンの効果音・撃破時の音声なども再現されたものに変更される。

## 立体化
2021年10月27日よりコトブキヤから1/144スケールのプラモデルが発売された。